# Euscelophilidius
Euscelophilidius es un género de coleóptero de la familia Attelabidae.

## Especies
Las especies de este género son:
- Euscelophilidius burmanus
- Euscelophilidius camelus
- Euscelophilidius gibbicollis
- Euscelophilidius denticulatus
- Euscelophilidius dimidiatus
- Euscelophilidius rugulosus